# Локоаль-Мандон
Локоаль-Мандон (фр. Locoal-Mendon) — коммуна на северо-западе Франции, находится в регионе Бретань, департамент Морбиан, округ Лорьян, кантон Киброн. Расположена в 28 км к востоку от Лорьяна и в 29  км к западу от Вана, в 3 км от национальной автомагистрали N165. В 3 км к северу от центра коммуны находится железнодорожная станция Ландоль-Мендон линии Савене—Ландерно.
Население (2019) — 3 464 человека.

## Достопримечательности
- Церковь Святого Петра XV века
- Мегалит Мен-эр-Мена

## Экономика
Структура занятости населения:
- сельское хозяйство — 6,6 %
- промышленность — 32,3 %
- строительство — 17,7 %
- торговля, транспорт и сфера услуг — 29,2 %
- государственные и муниципальные службы — 14,2 %

Уровень безработицы (2018) — 10,0 % (Франция в целом —  13,4 %, департамент Морбиан — 12,1 %). 

Среднегодовой доход на 1 человека, евро (2018) — 22 410 (Франция в целом — 21 730, департамент Морбиан — 21 830).

## Демография
Динамика численности населения, чел.

## Администрация
Пост мэра Локоаль-Мандона с 2020 года занимает Карин Беллек (Karine Bellec), член Совета департамента Морбиан от кантона Киброн. На муниципальных выборах 2020 года возглавляемый им список победил в 1-м туре, получив 53,78 % голосов.
| Период | Период | Фамилия         | Партия        | Примечания                                                 |
| ------ | ------ | --------------- | ------------- | ---------------------------------------------------------- |
| 1982   | 1983   | Эжен Ле Коэбель |               |                                                            |
| 1983   | 2001   | Серж Ле Гугек   | Разные правые | член Генерального совета департамента                      |
| 2001   | 2014   | Луи Эрве        | Разные правые | пенсионер                                                  |
| 2014   | 2020   | Жан-Морис Мажу  | Разные правые | эксперт-бухгалтер                                          |
| 2020   |        | Катрин Беллек   | Разные правые | работник системы здравоохранения, член Совета департамента |

## Галерея

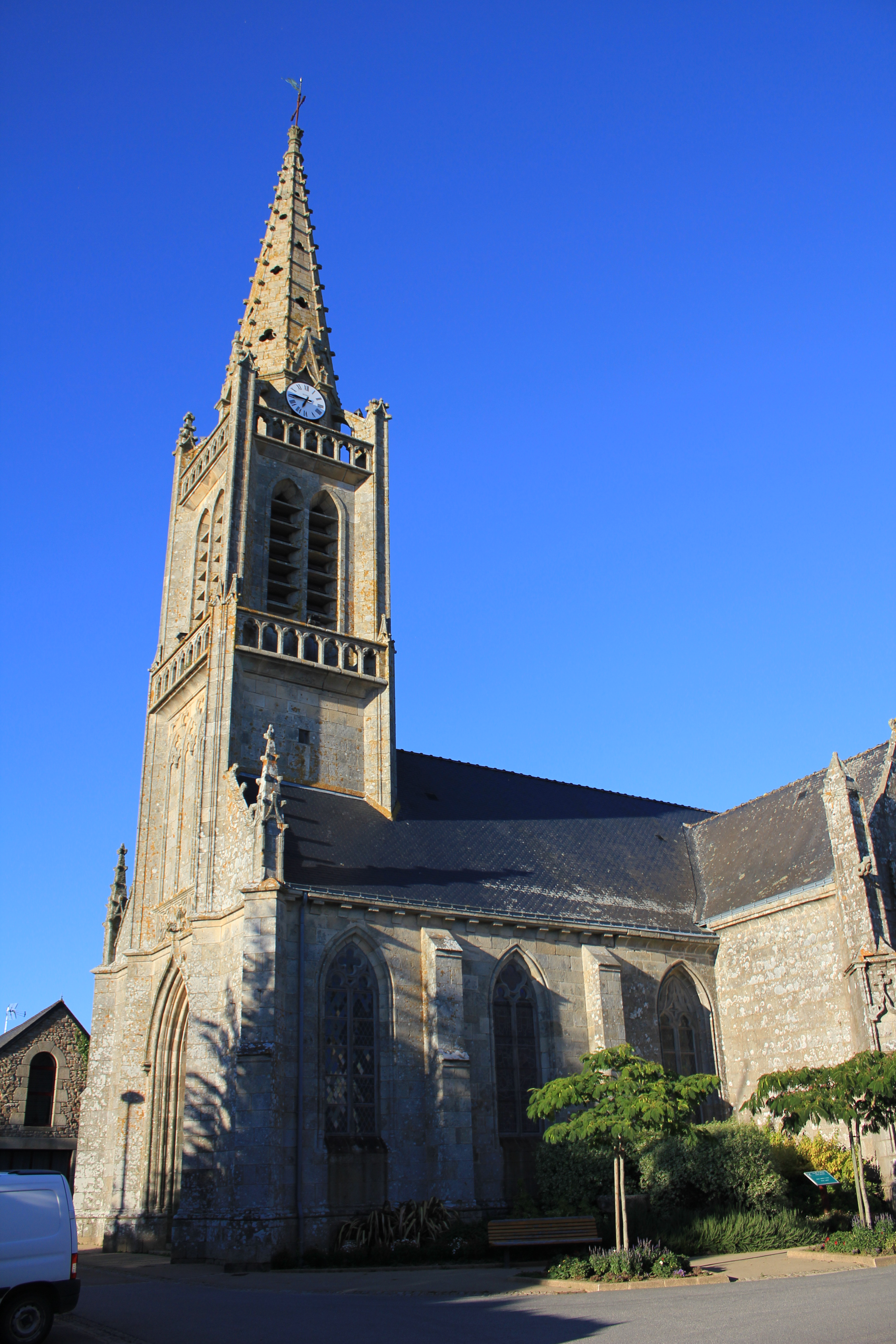
Церковь Святого Петра
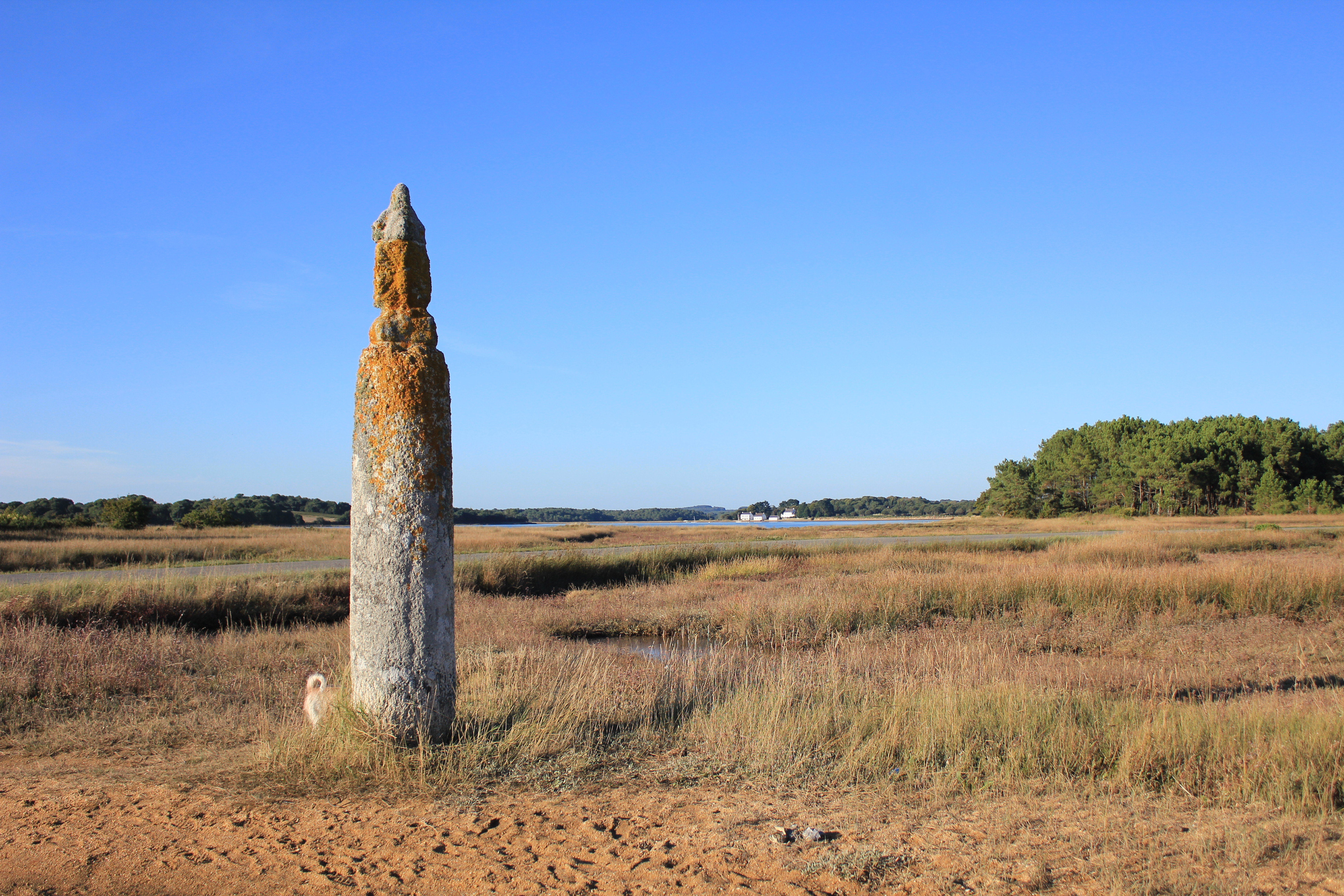
Мегалит Мен-эр-Мена